# Arquetipo (psicología analítica)

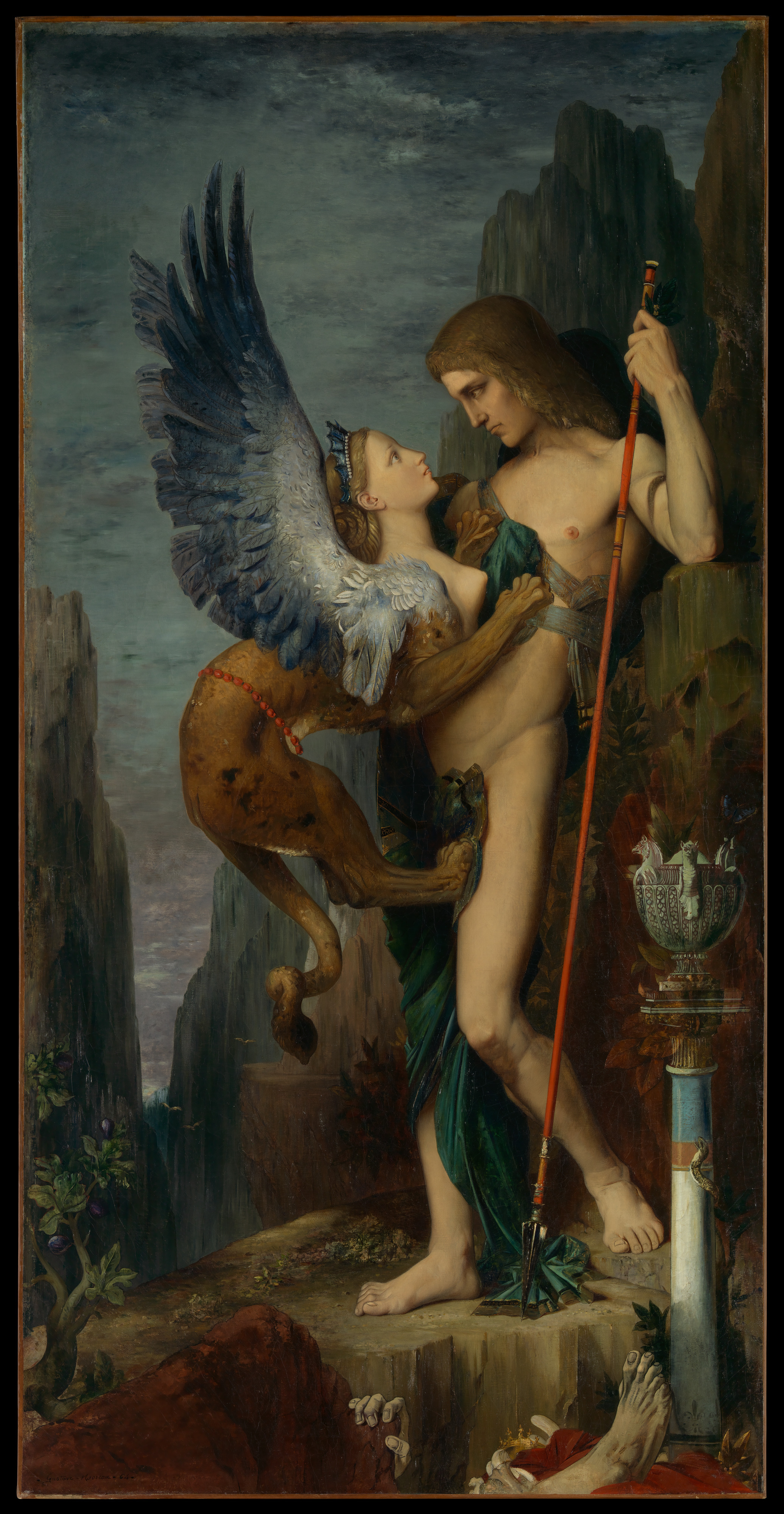
Edipo y la esfinge, de Gustave Moreau (1864).

El psiquiatra, psicólogo y ensayista suizo Carl Gustav Jung entendió los arquetipos como patrones e imágenes arcaicas universales que derivan de lo inconsciente colectivo y son la contraparte psíquica del instinto. Son potenciales heredados que se actualizan cuando entran como imágenes en la consciencia o se manifiestan en el comportamiento en la interacción con el mundo exterior. Son formas autónomas y encubiertas que se transforman una vez que acceden a la consciencia y se les da una expresión particular por parte de los individuos y sus culturas. En psicología analítica, los arquetipos son elementos altamente desarrollados de lo inconsciente colectivo. La existencia de arquetipos solo puede deducirse indirectamente mediante el uso de relatos, arte, mitos, religiones o sueños.
Los arquetipos en psicología analítica se refieren a formas subyacentes inaprensibles o arquetipos en si de los cuales emergen imágenes y motivos como la madre, el niño, el trickster y el diluvio universal, entre otros. La historia, la cultura y el contexto personal modelan estas representaciones manifiestas, dándoles así su contenido específico. Estas imágenes y motivos se denominan con mayor precisión imágenes arquetípicas. Sin embargo, es común que el término arquetipo se use indistintamente para referirse tanto a los arquetipos en si como a las imágenes arquetípicas.

## Introducción

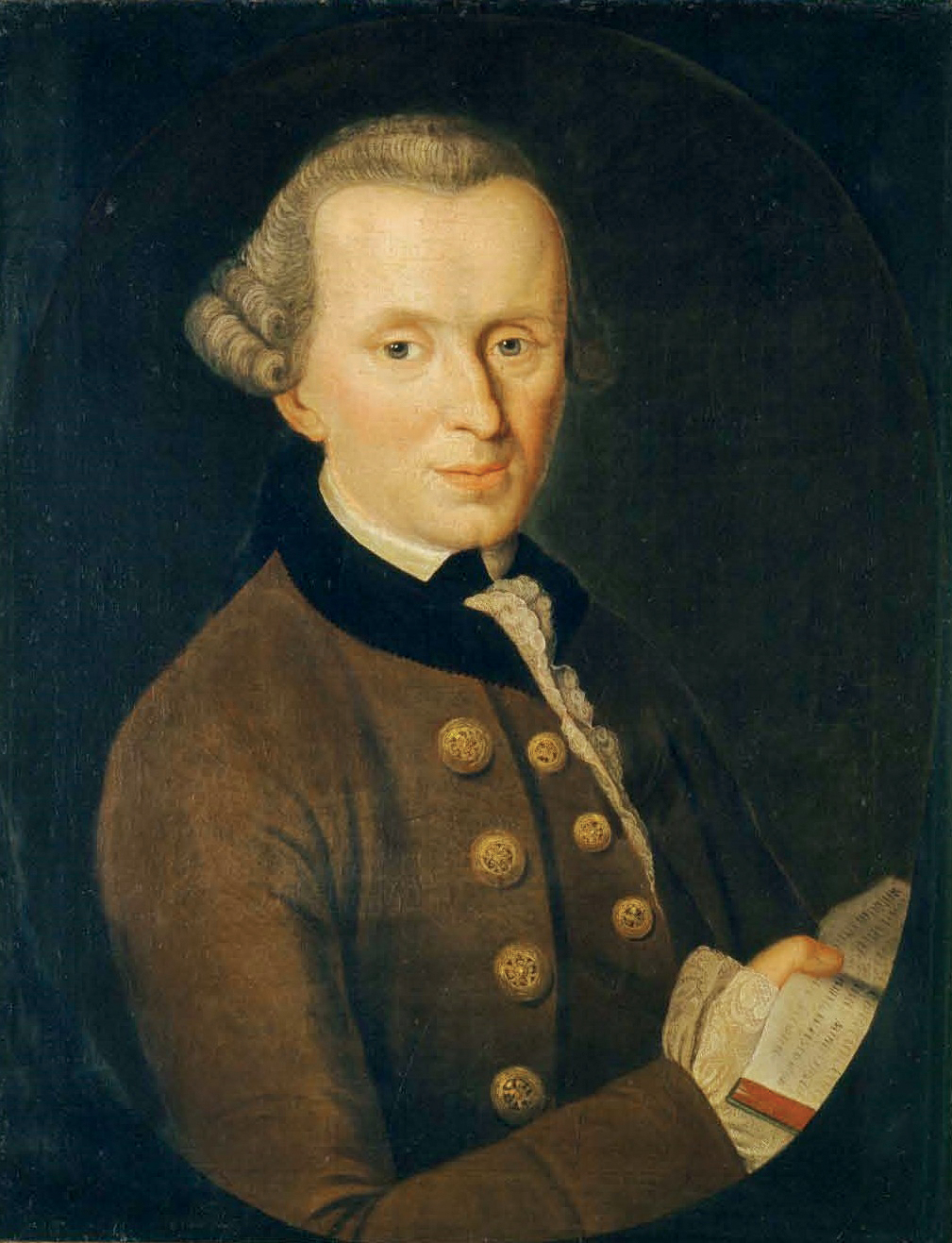
Las ideas de Jung sobre los arquetipos se basaron en parte en las categorías de Immanuel Kant.

Jung rechazó la teoría de la tabula rasa del desarrollo psicológico humano, creyendo que las presiones evolutivas tienen predestinaciones individuales manifestadas en arquetipos. Utilizó primero el término imágenes primordiales para referirse a lo que más tarde denominaría "arquetipos". La idea de Jung de los arquetipos se basó en las categorías de Immanuel Kant, las Ideas de Platón y los prototipos de Arthur Schopenhauer. Para Jung, "el arquetipo es la forma introspectivamente reconocible de un orden psíquico a priori". "Estas imágenes deben considerarse como carentes de contenido sólido, por lo tanto, como inconscientes. Solo adquieren solidez, influencia y consciencia eventual en el encuentro con los hechos empíricos".
Los arquetipos forman un sustrato dinámico común a toda la humanidad, sobre cuya base cada individuo construye su propia experiencia de vida, tiñéndolos con su cultura, personalidad y eventos vitales únicos. Por lo tanto, si bien los arquetipos se pueden concebir como unas relativas pocas formas nebulosas innatas, de éstas pueden surgir innumerables imágenes, símbolos y patrones de comportamiento. Mientras que las imágenes y formas emergentes se aprehenden conscientemente, los arquetipos que las informan son estructuras elementales que son inconscientes e imposibles de aprehender.
A Jung le gustaba comparar la forma del arquetipo

(...) con el sistema axial de un cristal, que predetermina la formación cristalina en el agua madre sin poseer él mismo existencia material. Esta existencia se manifiesta primero en la manera de cristalizar los iones y después en la forma en que lo hacen las moléculas".

El arquetipo en sí mismo es vacío y puramente formal: una posibilidad de representación que se da a priori. Las representaciones en sí mismas no se heredan, solo las formas, y en ese sentido se corresponden con los instintos. La existencia de los instintos no puede probarse más que la existencia de los arquetipos, siempre que no se manifiesten concretamente.

## Desarrollo temprano

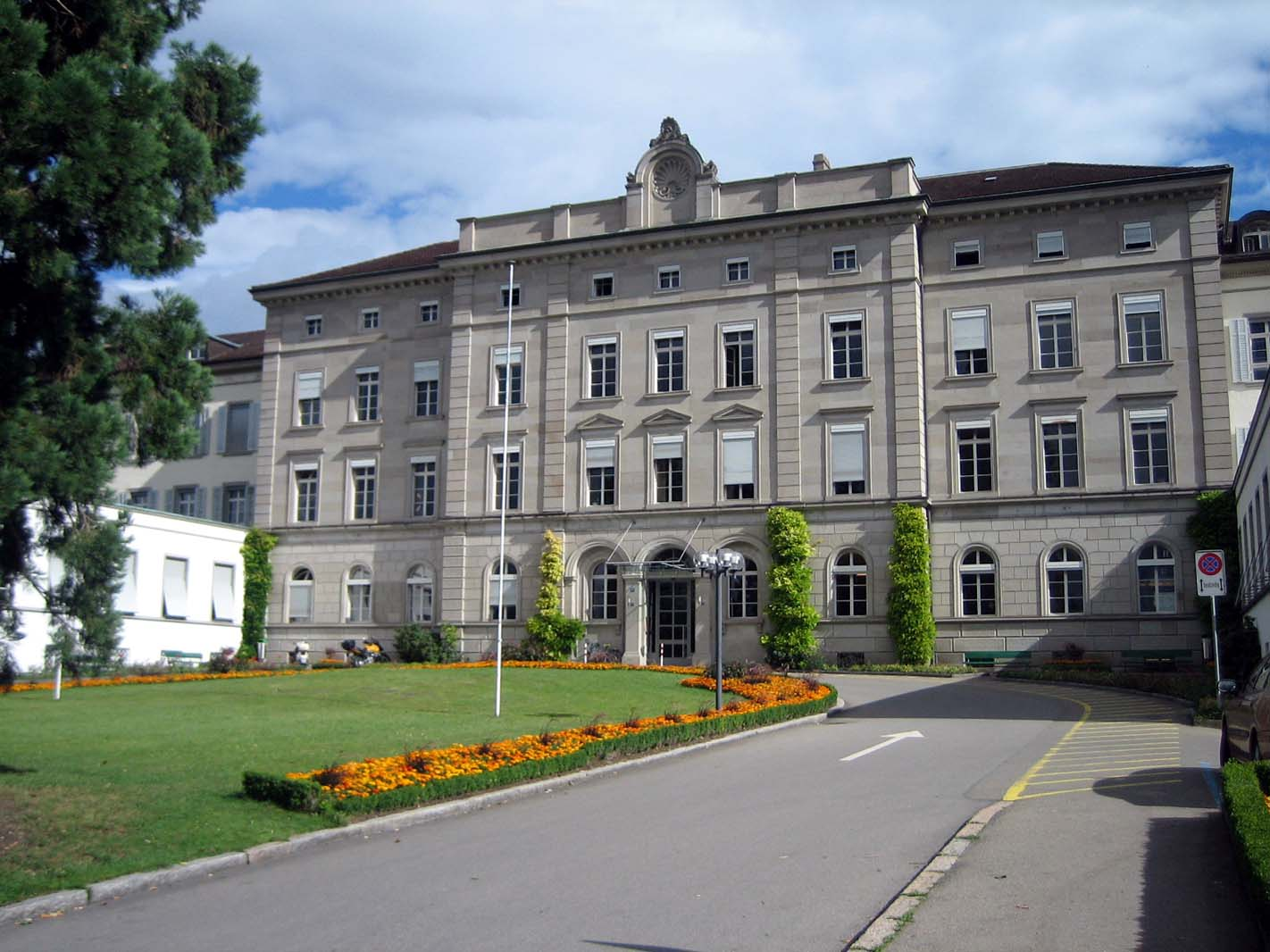
Burghölzli.

La intuición de que había algo más en la psique que la experiencia individual comenzó posiblemente en la infancia de Jung. El primer sueño que pudo recordar fue el de un dios itifálico subterráneo. Más adelante en su vida, su investigación sobre pacientes psicóticos en el Hospital Burghölzli y su propio autoanálisis respaldaron su intuición acerca de la existencia de estructuras psíquicas universales que subyacen en toda experiencia y comportamiento humanos. Jung se refirió primero a estas imágenes como "imágenes primordiales", un término que tomó de Jacob Burckhardt. Más tarde, en 1917, las denominó "dominantes de lo inconsciente colectivo".
No fue hasta 1919 que utilizó por primera vez el término "arquetipos" en un ensayo titulado Instinto e inconsciente. El término mismo de "arquetipo", por los vocablos griegos que le componen, permite advertir sus rasgos esenciales:

El primer vocablo -arche- significa comienzo, origen, motivo fundamental, principio, mas expresa también lugar de un jefe, soberanía y gobierno (así pues, una especie de "dominante"); el segundo vocablo -tipo- significa plasmación, el acuñado de las monedas..., forma, imagen, copia, modelo, ordenación y norma...; en sentido más moderno, transferido, muestra o modelo, forma fundamental, forma primordial.

## Desarrollo posterior
En años posteriores, Jung revisó y amplió aún más el concepto de arquetipos, concibiéndolos como patrones psicofísicos existentes en el universo, dada la expresión específica de la consciencia y la cultura humanas. Propuso que el arquetipo tenía una naturaleza dual: existe tanto en la psique como en el mundo en general. Denominó a este aspecto no psíquico del arquetipo el arquetipo "psicoide".
Jung dibujó una analogía entre la psique y la luz en el espectro electromagnético.  El centro del espectro de la luz visible (es decir, el amarillo) se corresponde con la consciencia, que pasa a ser gradualmente inconsciente en los extremos rojo y azul. El rojo se corresponde con los impulsos básicos inconscientes, y el extremo infrarrojo invisible del espectro se corresponde con la influencia del instinto biológico, que se fusiona con sus condiciones físicas y químicas. El extremo azul del espectro representa ideas espirituales; y los arquetipos, ejerciendo su influencia desde más allá de lo visible, se corresponden con el reino invisible del ultravioleta. Jung sugirió que las estructuras arquetípicas no solo gobiernan el comportamiento de todos los organismos vivos, sino que también son contiguas a las estructuras que controlan el comportamiento de la materia inorgánica.
El arquetipo no era simplemente una entidad psíquica, sino, fundamentalmente, un puente a la materia en general. Jung usó el término unus mundus para describir la realidad unitaria que, según creía, subyace a todos los fenómenos manifiestos. Concibió los arquetipos como los mediadores del unus mundus, organizando no solo las ideas en la psique, sino también los principios fundamentales de la materia y la energía en el mundo físico.
Fue este aspecto psicoide del arquetipo lo que impresionó tanto al físico ganador del Premio Nobel Wolfgang Pauli. Abrazando el concepto de Jung, Pauli creía que el arquetipo proporcionaba un vínculo entre los eventos físicos y la mente del científico que los estudiaba. Al hacerlo, se hizo eco de la posición adoptada por el astrónomo alemán Johannes Kepler. Por lo tanto, los arquetipos que ordenan nuestras percepciones e ideas son en sí mismos el producto de un orden objetivo que trasciende tanto la mente humana como el mundo externo.

## Ejemplos

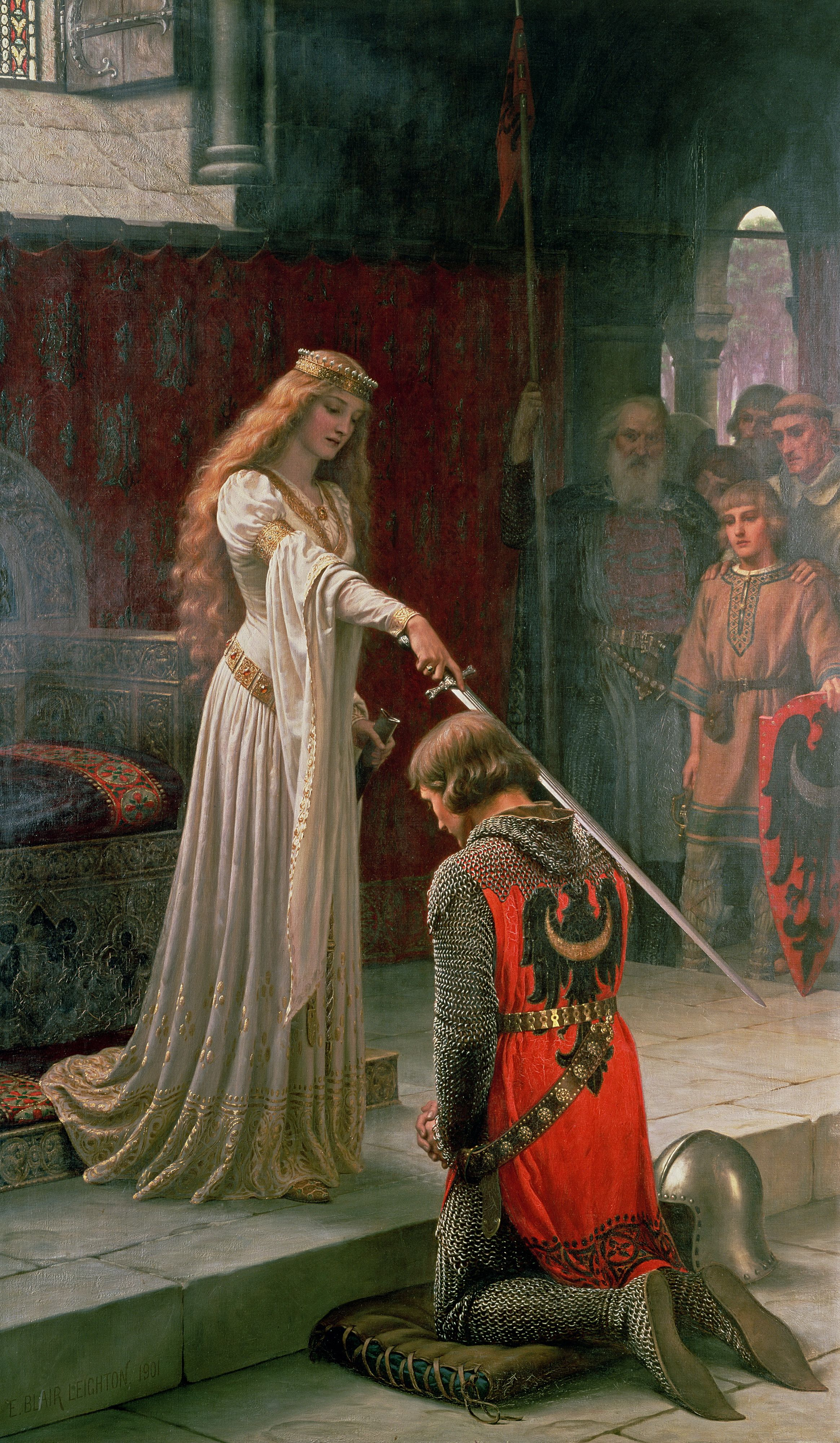
La investidura, de Edmund Blair Leighton. Óleo sobre lienzo, 1901, imagen arquetípica del héroe.

Jung describió eventos arquetípicos: el nacimiento, la muerte, la separación de los padres, la iniciación, el matrimonio, la unión de los opuestos; figuras arquetípicas: la gran madre, el padre, el niño, el diablo, dios, el anciano sabio, la anciana sabia, el trickster, el héroe; y motivos arquetípicos: el apocalipsis, el diluvio, la creación. Aunque el número de arquetipos es ilimitado, hay algunas imágenes arquetípicas particularmente notables y recurrentes, "siendo las principales" (según Jung) "la sombra, el anciano sabio, el niño, la madre... y su contrapartida, la doncella, y finalmente el ánima en el hombre y el ánimus en la mujer". Alternativamente, hablaría de "la aparición de ciertos arquetipos definidos... la sombra, el animal, el viejo sabio, el ánima, el ánimus, la madre, el niño".
El sí-mismo designa toda la gama de fenómenos psíquicos en el ser humano. Expresa la unidad de la personalidad como un todo.
La sombra es una representación del inconsciente personal en su totalidad y, por lo general, encarna los valores compensatorios de la personalidad consciente. Así, la sombra representa a menudo el lado oscuro de uno mismo, aquellos aspectos personales que existen, pero que uno no reconoce o con los cuales no se identifica.
El arquetipo ánima aparece en los hombres y es su imagen primordial de la mujer. Representa la expectativa sexual del hombre sobre las mujeres, pero también es un símbolo de las posibilidades de un hombre, sus tendencias contrasexuales. El arquetipo ánimus es la imagen análoga de lo masculino que acontece en las mujeres.
Sin embargo, cualquier intento de dar una lista exhaustiva de los arquetipos sería un ejercicio en gran medida inútil, ya que estos tienden a combinarse entre sí y a intercambiar cualidades, lo que hace que sea difícil determinar dónde termina un arquetipo y comienza otro. Por ejemplo, las cualidades del arquetipo de la sombra pueden ser prominentes en una imagen arquetípica del ánima o ánimus. Un arquetipo también puede aparecer de varias formas distintas, lo que plantea la pregunta de si son cuatro o cinco arquetipos distintos los que están presentes o simplemente cuatro o cinco formas de un solo arquetipo.

## Dificultades conceptuales

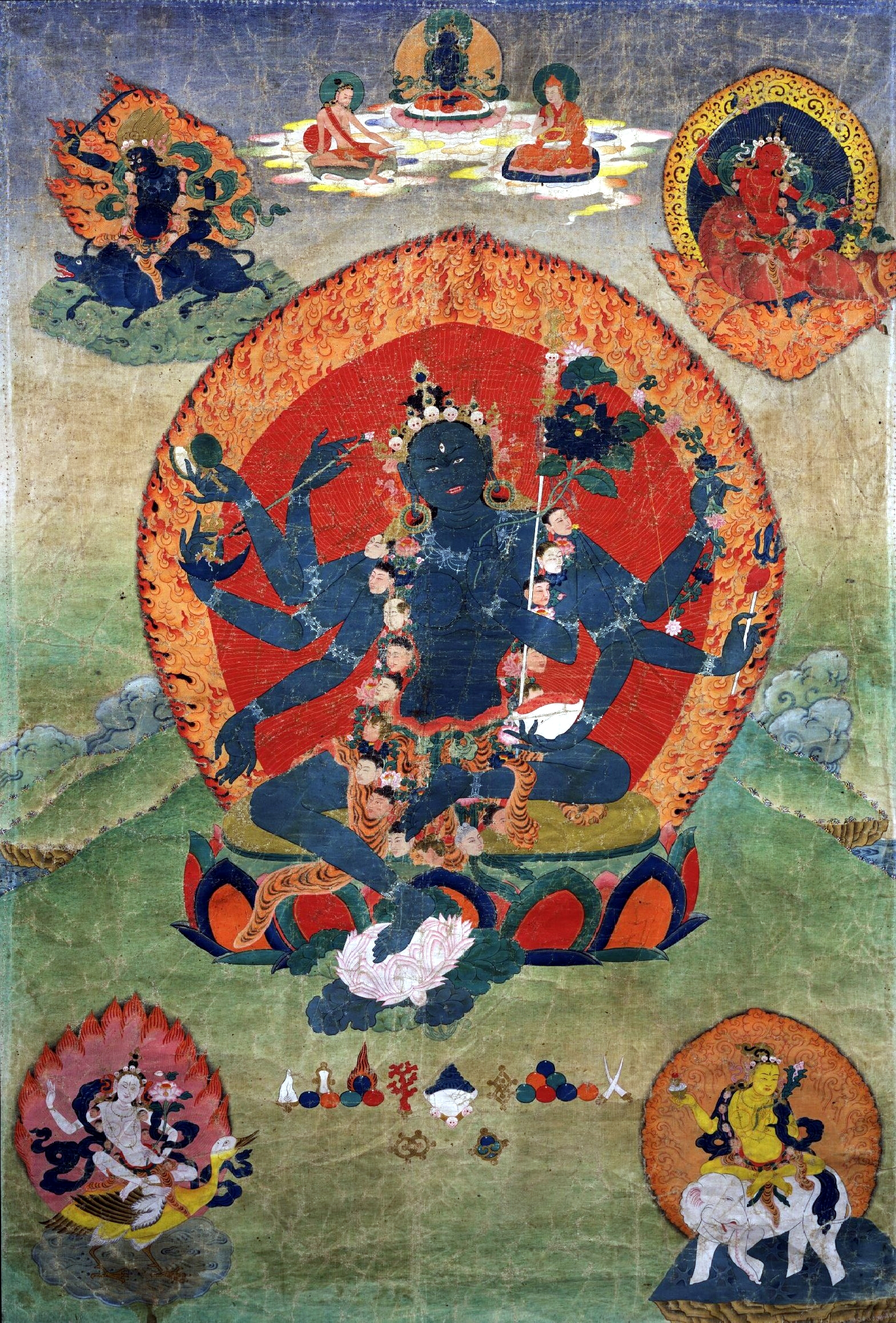
Estrictamente hablando, el arquetipo de la diosa se denomina más apropiadamente imagen arquetípica.

Los usos populares y de la nueva era han condensado a menudo el concepto de arquetipo en una enumeración de figuras arquetípicas como el héroe, la diosa, el hombre sabio, etc. Dicha enumeración no llega a aprehender la esencia fluida del concepto. Estrictamente hablando, las figuras arquetípicas como el héroe, la diosa y el hombre sabio no son arquetipos, sino imágenes arquetípicas que han cristalizado a partir de los arquetipos en si. Jung mismo lo aclaraba:

Mis ideas sobre los «restos arcaicos», a los que yo denomino «arquetipos» o «imágenes primordiales», son criticadas constantemente por personas que carecen del conocimiento suficiente tanto de la psicología de los sueños como de la mitología. El término «arquetipo» es malentendido a menudo como si se refiriera a una imagen o un motivo mitológico concreto. Pero esto no sería sino una representación consciente, y sería absurdo suponer que esas representaciones variables se pueden heredar. Al contrario, el arquetipo es una tendencia hereditaria del alma humana a formar representaciones de motivos mitológicos que pueden variar mucho sin perder su patrón básico. Por ejemplo, hay numerosas representaciones del motivo de los hermanos hostiles, pero el motivo es el mismo. Esta tendencia hereditaria es instintiva, igual que los impulsos de las aves a construir un nido, a migrar, etc. Estas représentations collectives se encuentran prácticamente por todas partes y se caracterizan por los mismos o similares motivos. No las podemos atribuir en particular a una época, a una región o a una raza. No tienen origen conocido, y se pueden reproducir aun en los casos en que la transmisión por migración esté excluida.

Sin embargo, las relaciones precisas entre imágenes, por ejemplo, del "pez" y su arquetipo no fueron explicadas adecuadamente por Jung. Aquí la imagen del pez no es estrictamente hablando un arquetipo. El "arquetipo del pez" apunta a la existencia ubicua de un "arquetipo de pez" innato que da origen a la imagen del pez. A efectos de clarificar la contenciosa declaración de que los arquetipos de peces son universales, Anthony Stevens explica que el arquetipo en si es a la vez una predisposición innata a formar tal imagen y una preparación para encontrar y responder adecuadamente a la criatura per se. Esto explicaría la existencia de fobias a las serpientes y a las arañas, por ejemplo, en personas que viven en entornos urbanos donde nunca se han encontrado con ninguna de estas criaturas.
La confusión acerca de la cualidad esencial de los arquetipos puede atribuirse en parte a las propias ideas en evolución de Jung sobre ellos en sus escritos y a su uso intercambiable del término "arquetipo" e "imagen primordial". Jung también tenía la intención de conservar la cualidad pura y vital de los arquetipos como efusiones espontáneas de lo inconsciente y no dar a sus expresiones individuales y culturales específicas un significado seco, riguroso e intelectualmente formulado.

## Actualización y complejos
Los arquetipos buscan la actualización dentro del contexto del entorno de un individuo y determinan el grado de individuación. Jung utilizó también los términos "evocación" y "constelación" para explicar el proceso de actualización. Así, por ejemplo, el arquetipo de la madre se actualiza en la mente del niño evocando anticipaciones innatas del arquetipo cuando este está en la proximidad de una figura materna que se corresponde estrechamente con su patrón arquetípico. Este arquetipo de la madre está integrado en el inconsciente personal del niño como un complejo materno. Los complejos son unidades funcionales del inconsciente personal, de la misma manera que los arquetipos son unidades de lo inconsciente colectivo.

## Etapas de la vida
Los arquetipos son disposiciones psíquicas preconscientes, universales e innatas, que forman el sustrato del cual emergen los temas básicos de la vida humana. Son componentes de lo inconsciente colectivo y sirven para organizar, dirigir e informar el pensamiento y el comportamiento humano. Los arquetipos mantienen el control del ciclo vital humano.
A medida que maduramos, el plan arquetípico se despliega a través de una secuencia programada que Jung denominó las etapas de la vida. Cada etapa vital está mediada a través de un nuevo conjunto de imperativos arquetípicos que buscan la realización en la acción. Estos pueden incluir ser padres, la iniciación, el cortejo, el matrimonio y la preparación para la muerte.
"El arquetipo es una tendencia hereditaria del alma humana a formar representaciones de motivos mitológicos que pueden variar mucho sin perder su patrón básico... Esta tendencia hereditaria es instintiva". Así, "el arquetipo de iniciación está fuertemente activado para proporcionar una transición significativa... con un "rito de paso" de una etapa de la vida a la siguiente": tales etapas pueden incluir ser padres, la iniciación, el cortejo, el matrimonio y la preparación para la muerte.

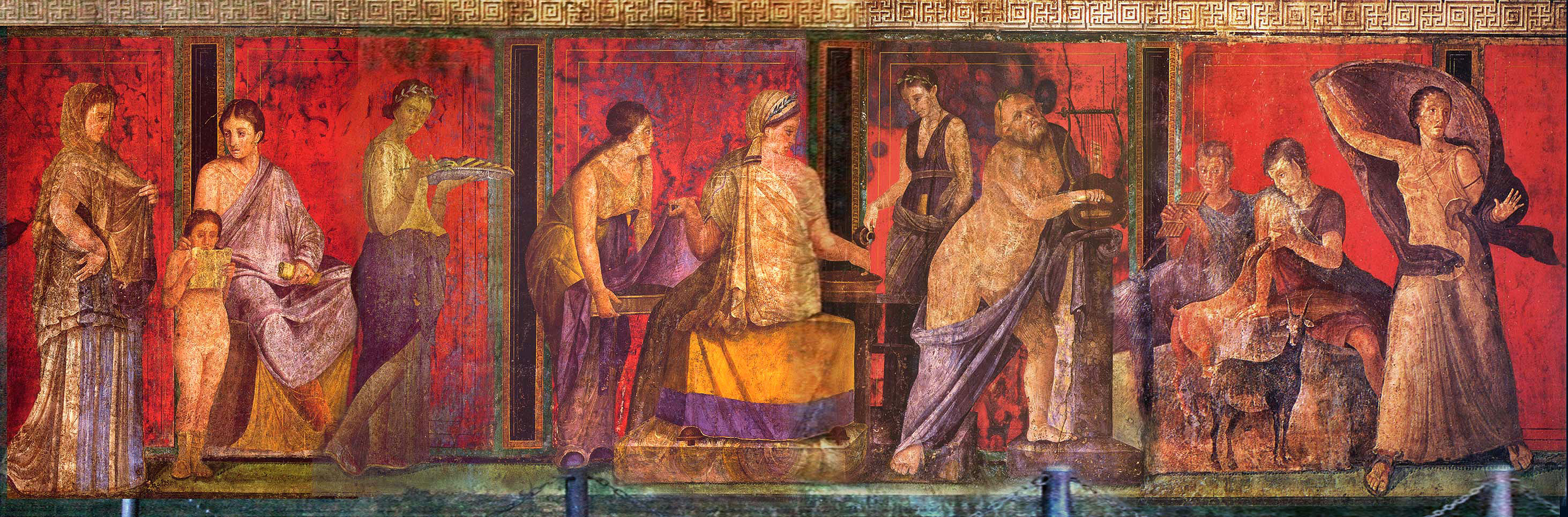
Iniciación en la Villa de los Misterios.

### Desarrollos generales

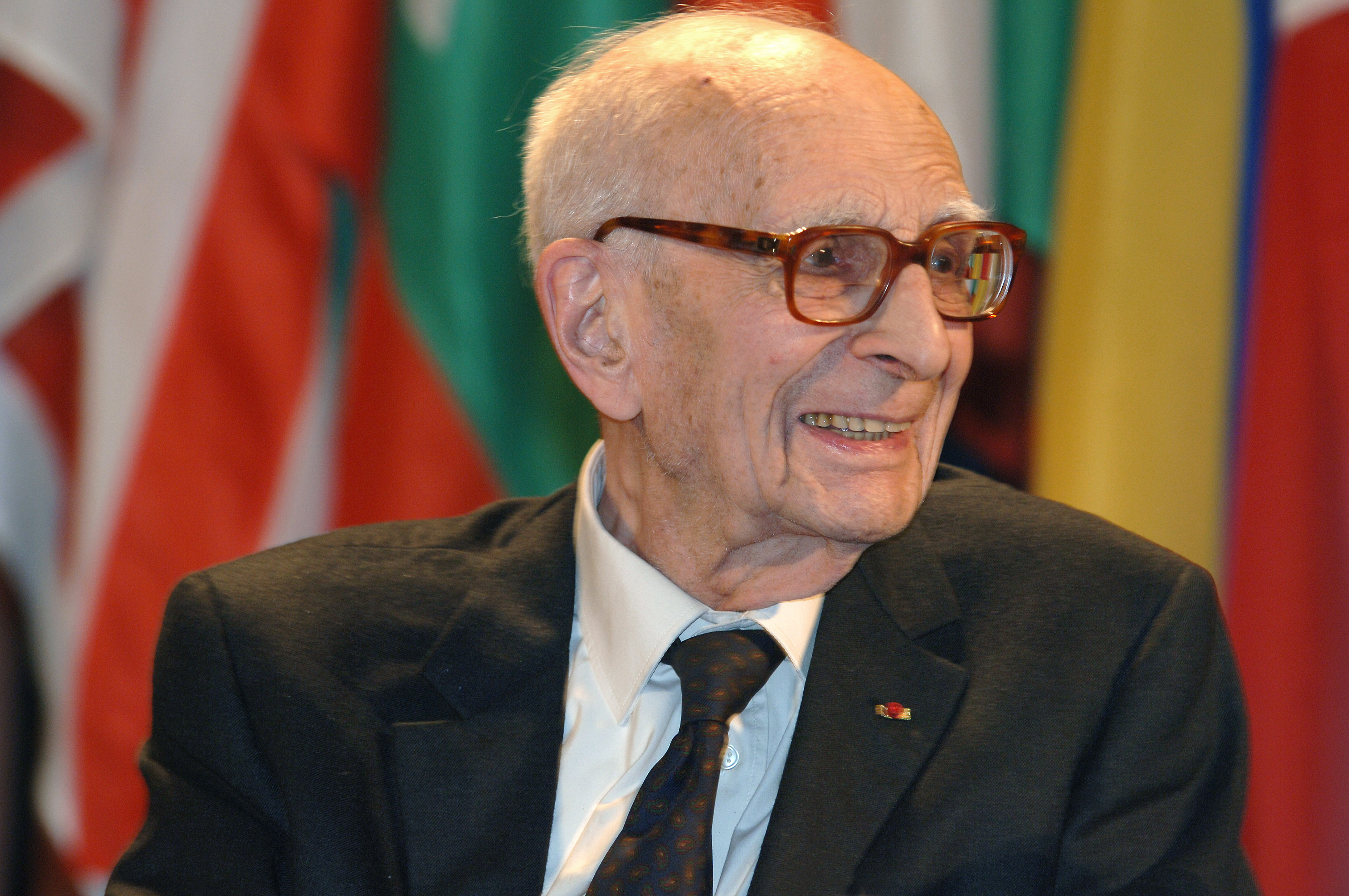
Claude Lévi-Strauss.

Claude Lévi-Strauss era un defensor del estructuralismo en la antropología.  En su aproximación a la estructura y el significado del mito, Levi-Strauss concluyó que los fenómenos actuales son transformaciones de estructuras o infraestructuras anteriores: "la estructura de los pensamientos primitivos está presente en nuestras mentes".
El concepto de "instintos sociales" propuesto por Charles Darwin, las "facultades" de Henri Bergson y los isomorfismos del psicólogo de la gestalt Wolfgang Köhler se pueden relacionar también con los arquetipos.
En su trabajo en psicolingüística, Noam Chomsky describe un patrón invariable de adquisición de lenguaje en niños y lo denominó "dispositivo de adquisición de lenguaje". Se refiere a "universales" y se hace una distinción entre universales "formales" y "sustantivos" similar a la que existe entre el arquetipo en si (estructura) y la imagen arquetípica.
Jean Piaget escribe sobre "esquemas" que son innatos y sustentan la actividad perceptivo-motora y la adquisición de conocimiento, y son capaces de atraer el entorno percibido a su órbita. Se parecen a los arquetipos en virtud de su carácter innato, su actividad y su necesidad de correspondencia ambiental.

### Etología y teoría del apego
En Biological theory and the concept of archetypes (Teoría biológica y el concepto de arquetipos), Michael Fordham consideró que los mecanismos de liberación innatos en los animales pueden ser aplicables a los seres humanos, especialmente en la infancia. Los estímulos que producen un comportamiento instintivo son seleccionados de un amplio campo por un sistema de percepción innato y el comportamiento es "liberado". Fordham trazó un paralelismo entre algunas de las observaciones etológicas de Lorenz sobre el comportamiento jerárquico de los lobos y el funcionamiento de los arquetipos en la infancia.
Stevens (1982) sugiere que la etología y la psicología analítica son disciplinas que tratan de comprender fenómenos universales. La etología nos muestra que cada especie está equipada con capacidades conductuales únicas que se adaptan a su entorno y que, "incluso teniendo en cuenta nuestra mayor flexibilidad adaptativa, no somos una excepción. Los arquetipos son los centros neuropsíquicos responsables de coordinar el repertorio conductual y psíquico de nuestra especie". Siguiendo a Bowlby, Stevens señala que el comportamiento genéticamente programado tiene lugar en la relación psicológica entre la madre y el recién nacido. La impotencia del bebé, su inmenso repertorio de estímulos de signos y comportamiento de aproximación, desencadena una respuesta materna. Y el olor, el sonido y la forma de la madre desencadenan, por ejemplo, una respuesta de alimentación.

### Biología
Si las estructuras arquetípicas se heredan, ¿cómo ocurre exactamente esto y en qué parte del organismo humano se encuentran? Las respuestas a todo ello han sido propuestas desde la biología y la neurología; comenzando desde la biología, Jung hizo varias sugerencias con respecto a la conexión de los arquetipos con los genes, particularmente en el caso de los arquetipos contrasexuales, ánimus y ánima, que según él probablemente tienen un origen genético.
Más tarde, Fordham estableció una conexión entre los arquetipos y los genes, argumentando que "lo único que se hereda es lo que está contenido en un óvulo fertilizado" y concluyendo que "cuando se dice que los arquetipos son funciones hereditarias, lo que se quiere decir es que de alguna manera deben estar representados en las células germinales".
Stevens es más preciso, sugiriendo que es en el ADN mismo donde debemos buscar la ubicación y la transmisión de los arquetipos. Como son coincidentes con la vida natural, deben esperarse dondequiera que se encuentre la vida. El ADN aporta un grado de regularidad, patrón y orden en el mundo natural. El ADN es, dice Stevens, "el arquetipo reproducible de las especies".
La sugerencia de Stevens de que el ADN puede involucrar arquetipos fue anticipada por L. Stein en su artículo Introducing not-self (1967), donde hace la sugerencia biológica más precisa hasta el momento. Comienza preguntando qué debe hacer un organismo para sobrevivir al peligro. La respuesta, en su forma más simple, es reconocer lo que no es en sí mismo. Esto es cierto en la enfermedad cuando el cuerpo lucha para deshacerse de una infección o cuando una persona identifica a un enemigo o, más positivamente, en el reconocimiento de un bebé de figuras cuidadoras externas con las que relacionarse. Por lo tanto, para la supervivencia, debe ponerse en acción un patrón de percepción preexistente, capaz de reconocer lo que no es uno mismo. El organismo puede tomar medidas preventivas, protectoras, adaptativas o ninguna acción. Esta activación supone un mensaje del ADN, transmitido por un mensajero. Stein señala que todos los diversos términos utilizados para delimitar a los mensajeros ("moléculas patrón, genes, enzimas, hormonas, catalizadores, feromonas, hormonas sociales") son conceptos similares a los arquetipos. Menciona figuras arquetípicas que representan mensajeros como Hermes, Prometeo o Cristo.
Al continuar basando sus argumentos en una consideración de los sistemas de defensa biológica, Stein enumera las características de un sistema de defensa somático. Debe operar en toda una gama de circunstancias específicas, sus agentes deben poder ir a todas partes, la distribución de los agentes no debe alterar el statu quo somático y, en personas predispuestas, los agentes atacarán al yo. La propuesta de Stein es que

ni el sistema nervioso ni el endocrino parecen ser capaces de cumplir todas estas funciones. Esto conduce a las suposiciones de que el análogo biológico del sí-mismo parece ser el vasto reino de las células linfoides del tronco y/o las células mesenquimatosas indiferenciadas del sistema retículo-endotelial.

### Psicoanálisis

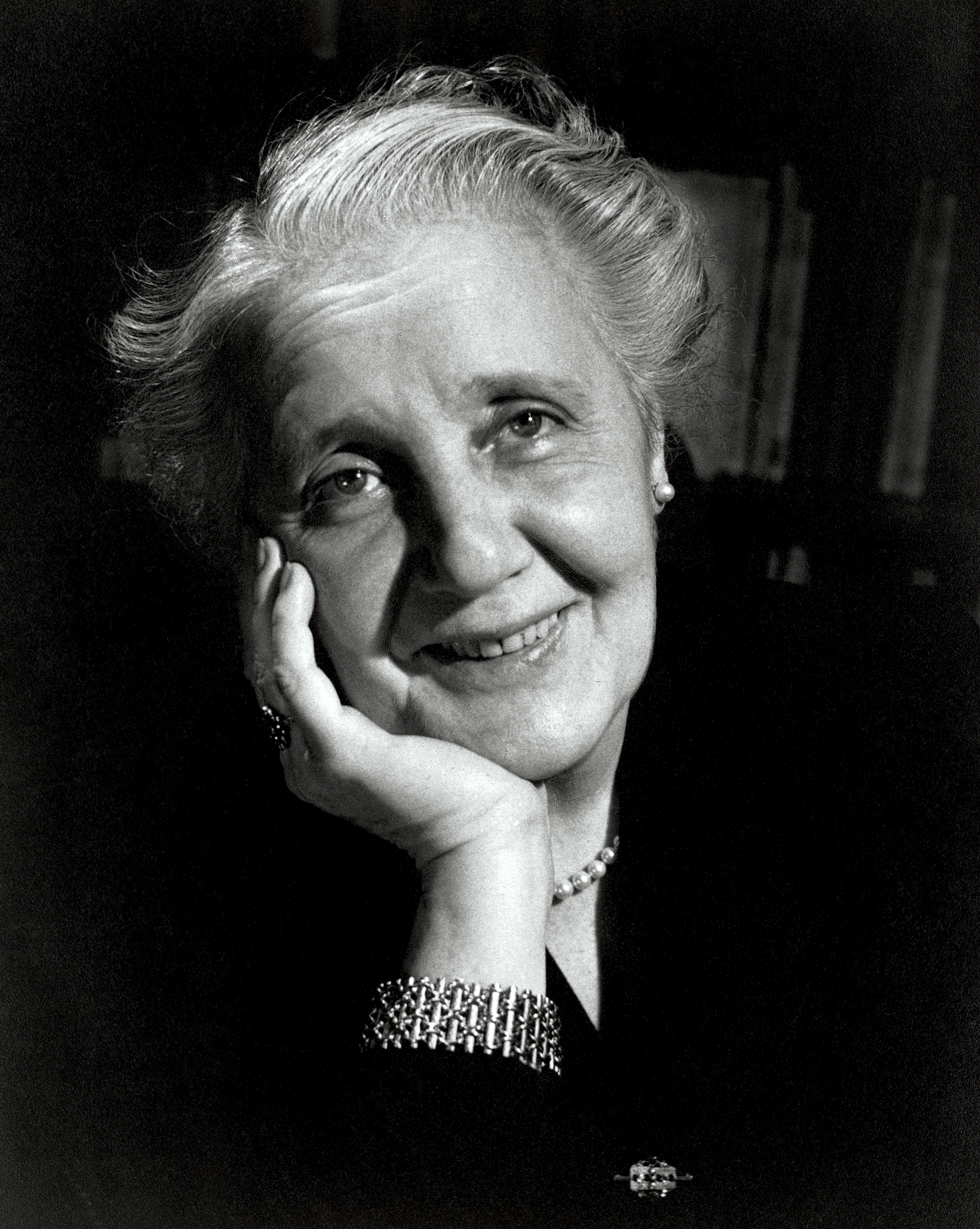
Melanie Klein.

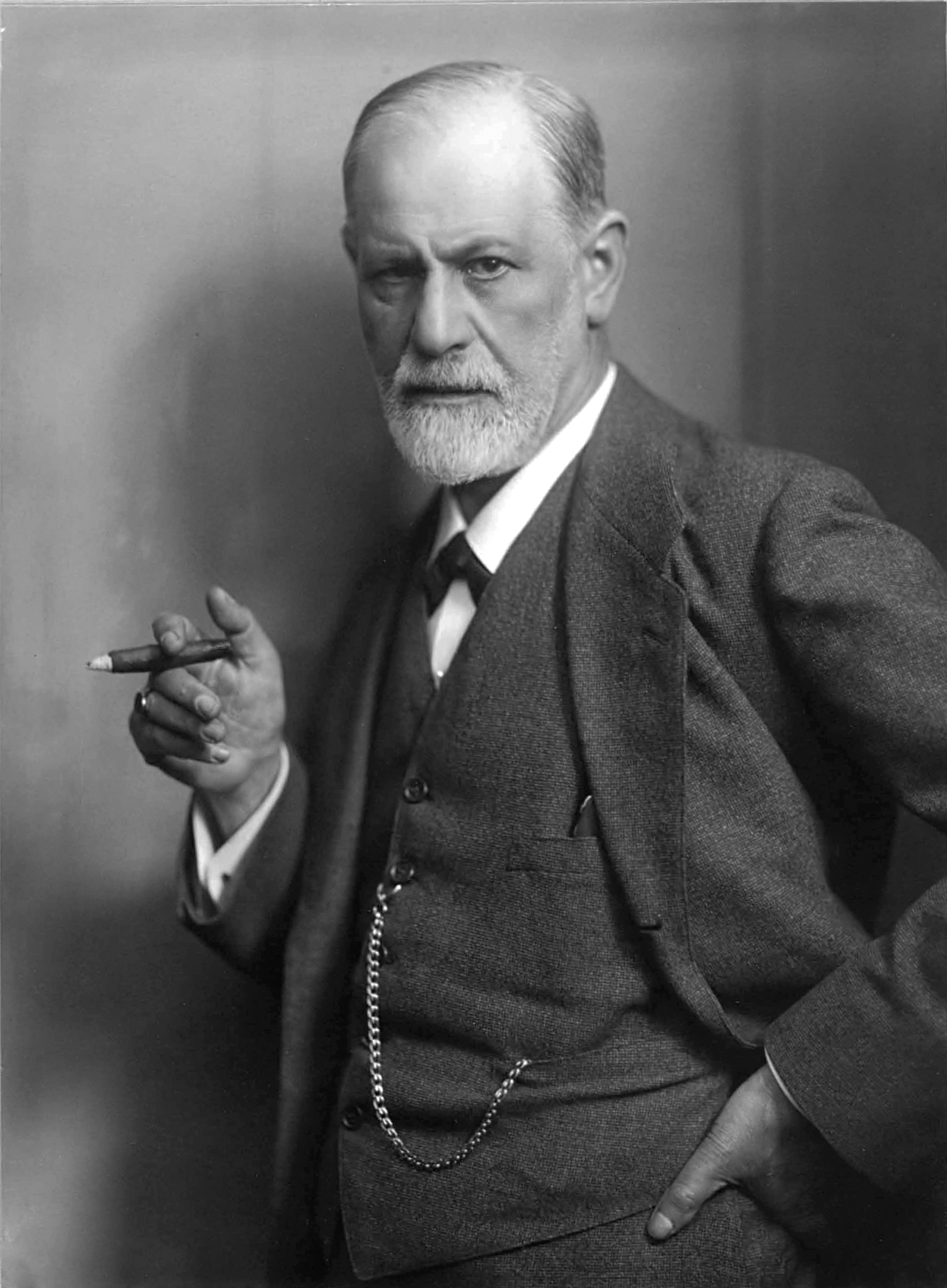
Sigmund Freud.

Melanie Klein: la idea de Melanie Klein de "fantasía inconsciente" está estrechamente relacionada con el arquetipo de Jung, ya que ambos están compuestos de imagen y afecto y son patrones a priori de la psique cuyos contenidos son construidos a partir de la experiencia.
Jacques Lacan: Lacan fue más allá de la proposición de que el inconsciente es una estructura que se encuentra debajo del mundo consciente; el inconsciente mismo está estructurado, como un lenguaje. Esto sugeriría paralelismos con Jung. Además, los órdenes simbólico e imaginario de Lacan pueden alinearse con la teoría arquetípica de Jung y el inconsciente personal, respectivamente. El orden simbólico modela los contenidos del imaginario de la misma manera que las estructuras arquetípicas predisponen a los seres humanos hacia ciertos tipos de experiencia. Si tomamos el ejemplo de los padres, las estructuras arquetípicas y el orden simbólico predisponen nuestro reconocimiento y relación con ellos.
El concepto de lo real de Lacan se acerca a la elaboración de Jung del inconsciente psicoide, que puede verse como verdadero pero no puede ser conocido directamente. Lacan planteó que el inconsciente se organiza en una intrincada red gobernada por la asociación, sobre todo por "asociaciones metafóricas". La existencia de la red se muestra mediante el análisis de los productos inconscientes: sueños, síntomas, etc.
Wilfred Bion: según Bion, los pensamientos preceden a una capacidad de pensamiento. Los pensamientos en un bebé pequeño son indistinguibles de los datos sensoriales o de las emociones no organizadas. Bion utiliza el término "protopensamientos" para estos fenómenos tempranos. Debido a su conexión con los datos sensoriales, los protopensamientos son concretos y autocontenidos (pensamientos en sí mismos), no siendo capaces aún de representaciones simbólicas o de relaciones de objeto. Los pensamientos entonces funcionan como preconceptos, predisponiendo entidades psicosomáticas similares a arquetipos. El apoyo para esta conexión proviene de la observación del analista kleiniano Roger Money-Kyrle de que la noción de preconceptos de Bion es la descendiente directa de las Ideas de Platón.
Sigmund Freud:  en las Conferencias de introducción al psicoanálisis (1916-1917) Freud escribió: "No cabe duda de que su fuente está en las pulsiones, pero queda por explicar el hecho de que en todos los casos se creen las mismas fantasías con idéntico contenido. Tengo pronta una respuesta para esto, y sé que les parecerá atrevida. Opino que estas fantasías primordiales —así las llamaría, junto a algunas otras— son un patrimonio filogenético".
Su sugerencia de que las fantasías primarias son un residuo de recuerdos específicos de experiencias prehistóricas se ha interpretado como alineada con la idea de arquetipos. Laplanche y Pontalis señalan que todas las denominadas fantasías primarias se relacionan con los orígenes y que "como los mitos colectivos intentan aportar una representación y una "solución" a lo que para el niño aparece como un gran enigma".
Robert Langs: más recientemente, el psicoterapeuta y psicoanalista adaptativo Robert Langs ha usado la teoría arquetípica como una forma de entender el funcionamiento de lo que él llama el "sistema inconsciente profundo". El uso de los arquetipos por parte de Langs se relaciona particularmente con problemas asociados a la ansiedad de muerte, que Langs considera la raíz del conflicto psíquico. Al igual que Jung, Langs piensa que los arquetipos son factores inconscientes profundos de toda la especie.

### Neurología
Rossi (1977) sugiere que la función y la característica diferenciadoras entre los hemisferios cerebrales izquierdo y derecho pueden permitirnos ubicar los arquetipos en el hemisferio cerebral derecho. Cita investigaciones que indican que el funcionamiento del hemisferio izquierdo es principalmente verbal y asociativo, y el del derecho visuoespacial y perceptivo. Así, el hemisferio izquierdo está equipado como un procesador de información crítico y analítico, mientras que el hemisferio derecho funciona en modo "gestalt". Esto significa que el hemisferio derecho es mejor para obtener una imagen de un todo a partir de un fragmento y para trabajar con material confuso, es más irracional que el izquierdo y está más estrechamente conectado con los procesos corporales. Sin embargo, una vez expresado en forma de palabras, conceptos y lenguaje del reino hemisférico izquierdo del yo, se convierten solamente en representaciones que "toman su color" de la consciencia individual. Figuras internas como la sombra, el ánima y el ánimus serían procesos arquetípicos que tienen su origen en el hemisferio derecho.
Henry (1977) aludió al modelo de Maclean del cerebro tripartito sugiriendo que el cerebro reptiliano es una parte más antigua del cerebro y puede contener no solo unidades sino también estructuras arquetípicas. La sugerencia es que hubo un tiempo en que el comportamiento emocional y la cognición estaban menos desarrollados y predominaba el cerebro más antiguo. Existe un paralelismo evidente con la idea de Jung de que los arquetipos "cristalizan" a lo largo del tiempo.

### Crítica literaria
La crítica literaria arquetípica sostiene que los arquetipos determinan la forma y la función de las obras literarias y, por lo tanto, que el significado de un texto está conformado por mitos culturales y psicológicos. Los arquetipos son formas básicas incognoscibles personificadas o concretizadas en imágenes, símbolos o patrones recurrentes que pueden incluir motivos como la búsqueda o el ascenso celestial, tipos de caracteres reconocibles como el trickster o el héroe, símbolos como la manzana o la serpiente, o imágenes como la crucifixión (como en King Kong o La novia de Frankenstein) que ya están cargadas de significado cuando se emplean en una obra en particular.

### Psicología
La psicología arquetipal fue desarrollada por James Hillman en la segunda mitad del siglo XX. Hillman se formó en el C.G. Jung-Institut Zürich y fue su director después de graduarse. La psicología arquetipal forma parte de la tradición junguiana y está directamente relacionada con la psicología analítica y la teoría psicodinámica, aunque se aparta radicalmente. Relativiza y desliteraliza el yo y se concentra en la psique, o alma, y en los archai, los patrones más profundos del funcionamiento psíquico, "las fantasías fundamentales que animan toda la vida". La psicología arquetipal es una psicología politeísta, que trata de reconocer las innumerables fantasías y mitos (dioses, diosas, semidioses, mortales y animales) que configuran y son configurados por nuestra vida psicológica. El yo no es sino una fantasía psicológica dentro de un conjunto de fantasías.
La principal influencia en el desarrollo de la psicología arquetipal es la psicología analítica de Jung. Está fuertemente influenciada por las ideas y el pensamiento clásico griego, renacentista y romántico. Artistas, poetas, filósofos, alquimistas y psicólogos influyentes incluyen a Nietzsche, Heidegger, Henry Corbin, Keats, Shelley, Petrarca y Paracelso. Aunque todos diferentes en sus teorías y psicologías, parecen estar unidos por su preocupación común por la psique, el alma. Muchos arquetipos se han utilizado en el tratamiento de enfermedades psicológicas. La primera investigación de Jung se hizo con esquizofrénicos. Un ejemplo actual es la enseñanza de arquetipos a jóvenes y niños mediante el uso de libros ilustrados para ayudarles en su desarrollo. Asimismo enfermeras tratan pacientes mediante el uso de arquetipos. La terapia arquetipal ofrece una amplia gama de usos si se aplica correctamente, y aún se está desarrollando en las escuelas junguianas hoy en día. Siendo innumerable el listado de arquetipos, las posibilidades de curación son vastas.

### Pedagogía
La pedagogía arquetipal fue desarrollada por Clifford Mayes. El trabajo de Mayes tiene también como objetivo promover en profesores lo que él llama reflexión arquetípal; este es un medio para alentarles a examinar y trabajar con temas, imágenes y supuestos psicodinámicos, ya que esos factores afectan a sus prácticas pedagógicas. Más recientemente, el Pearson-Marr Archetype Indicator (PMAI), basado en las teorías de Jung sobre arquetipos y tipos de personalidad, se ha utilizado para aplicaciones pedagógicas (no muy diferente del Myers-Briggs Type Indicator).

## En la cultura popular
Los arquetipos abundan en las películas y la literatura contemporáneas, como lo han hecho en las obras creativas del pasado, siendo proyecciones inconscientes de lo inconsciente colectivo destinadas a personificar conflictos centrales de la sociedad y de su desarrollo a través de un medio que entretiene e instruye. Las películas son una forma contemporánea de creación de mitos, que refleja nuestra respuesta a nosotros mismos y a los misterios y maravillas de nuestra existencia. Un estudio realizado por Faber y Mayer (2009) mostró que los arquetipos individuales mostrados a partir de los medios de comunicación modernos pueden ser identificados de manera confiable por las personas.
O'Brien (2017) da una definición contemporánea de la siguiente manera:

Los arquetipos son temas o patrones de organización universales que aparecen independientemente del espacio, el tiempo o la persona. Aparecen en todos los reinos existenciales y en todos los niveles de recursión sistemática, están organizados como temas en el unus mundus, que Jung describió como "el mundo potencial fuera del tiempo", y son detectables a través de sincronicidades".

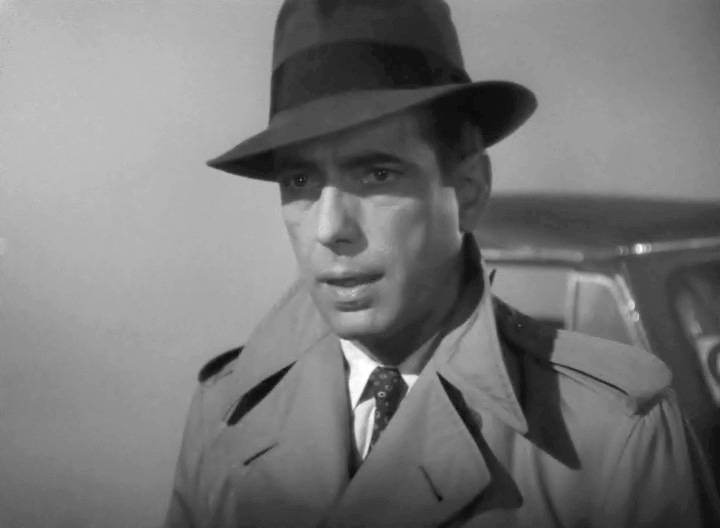
Héroe, Rick Blaine en Casablanca
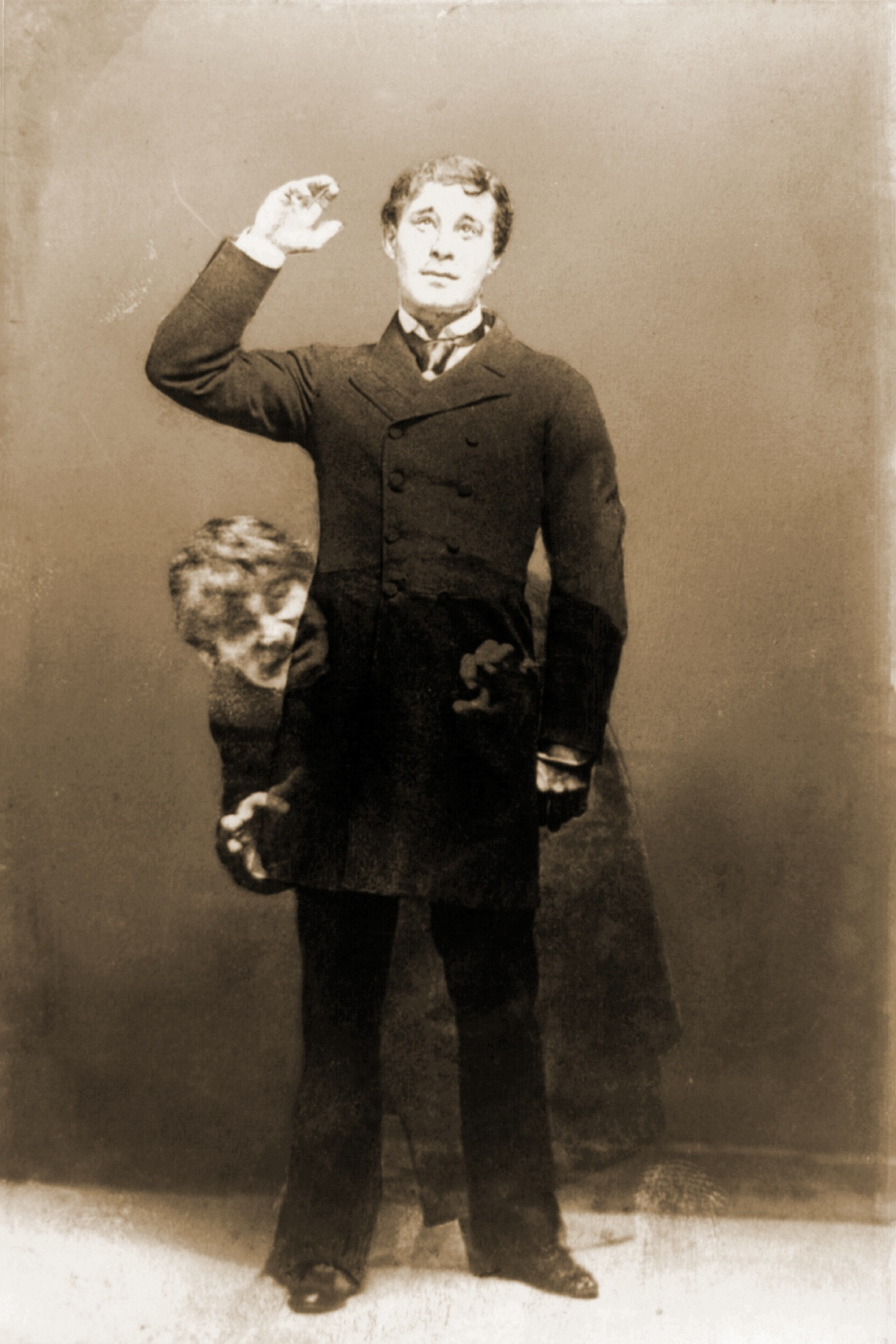
Sombra y metamorfosis, El extraño caso del doctor Jekyll y el señor Hyde
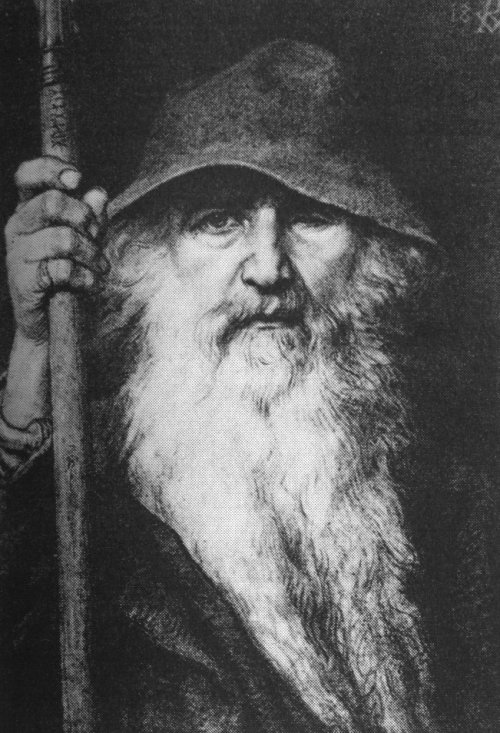
Viejo sabio, Odín
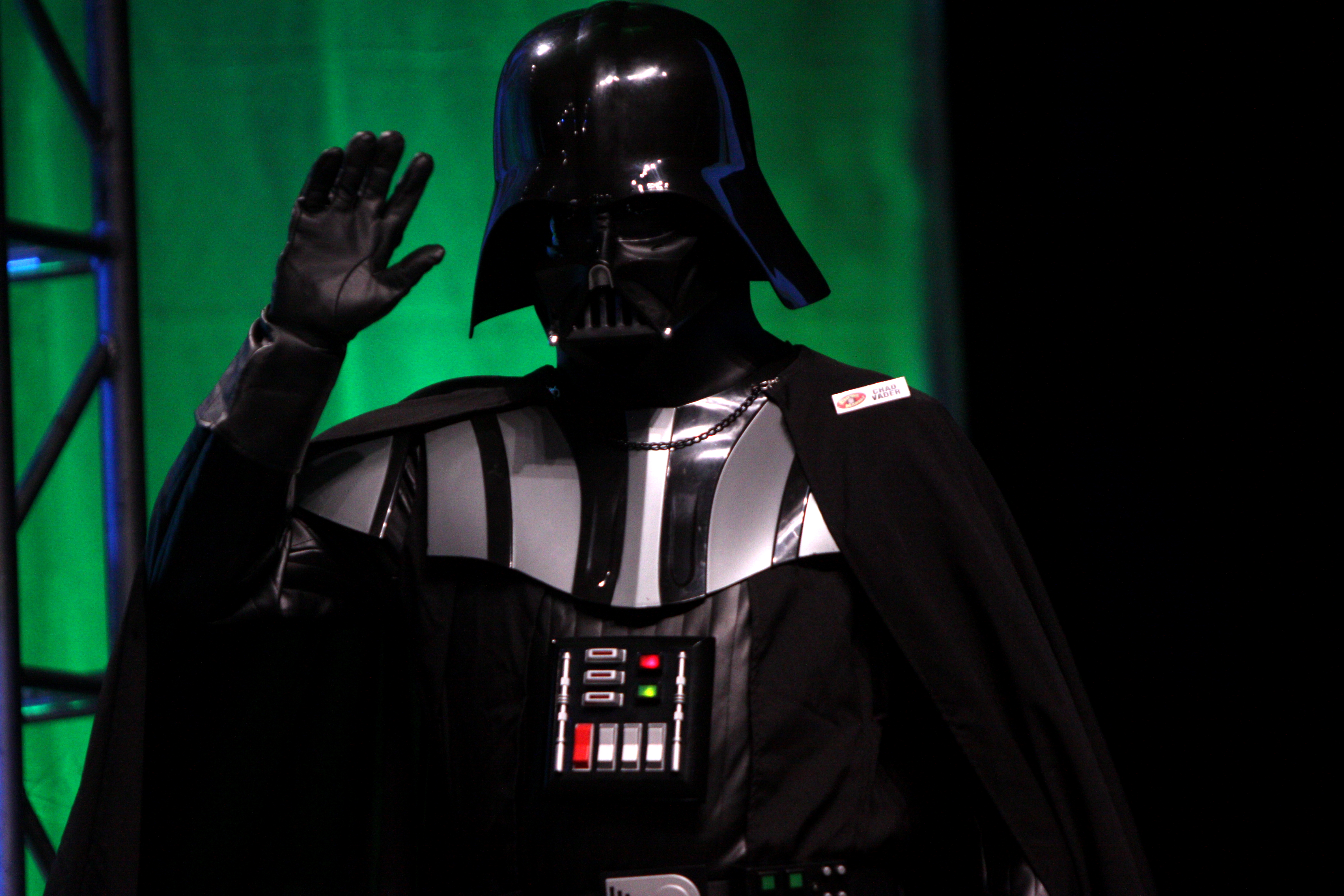
Padre malvado y máscara, Darth Vader
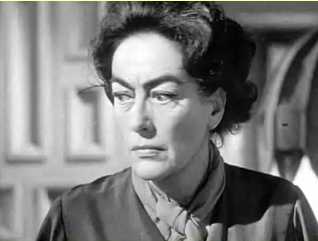
Madre malvada, Joan Crawford retratada en Mommie Dearest
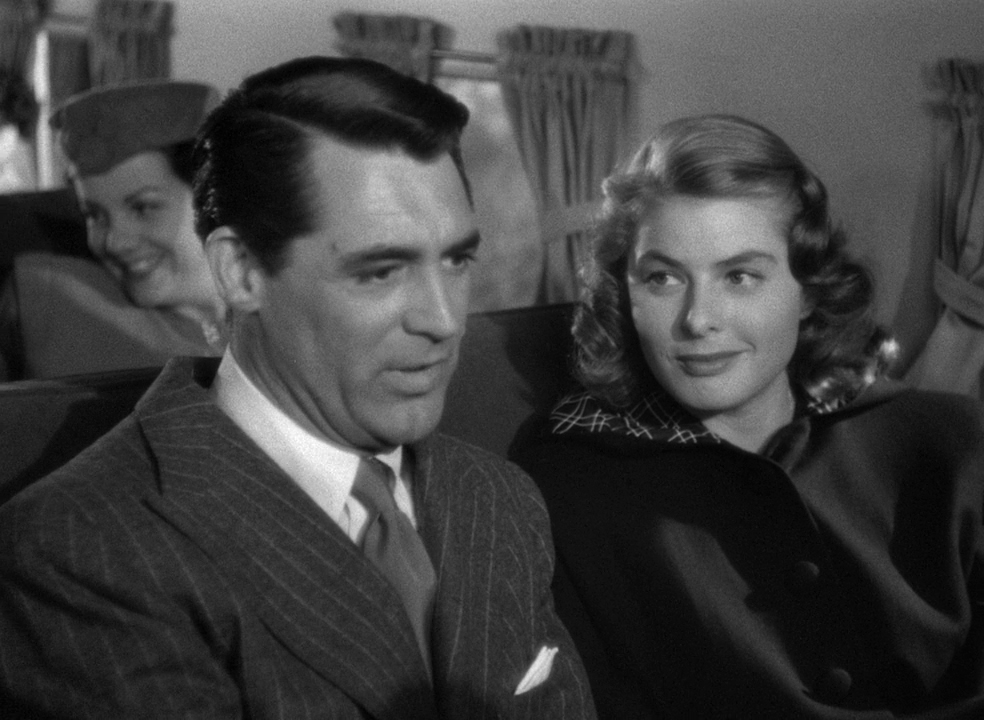
Sicigia ánima/ánimus, Cary Grant e Ingrid Bergman en Notorious

El cine contemporáneo es una rica fuente de imágenes arquetípicas, más comúnmente evidenciadas, por ejemplo, en el arquetipo del héroe: el que salva la situación y es joven e inexperto, como Luke Skywalker en Star Wars, o más viejo y cínico, como Rick Blaine en Casablanca. El arquetipo mentor es un personaje común en todo tipo de películas. Puede aparecer y desaparecer según sea necesario, normalmente ayuda al héroe inicialmente y luego le permite hacer la parte difícil por sí mismo. El mentor ayuda a entrenar, preparar, animar y guiar al héroe. Es obvio en algunas películas: el Sr. Miyagi en Karate Kid, Gandalf en El Señor de los Anillos, Pepito Grillo en Pinocho u Obi-Wan y luego Yoda en la trilogía original de Star Wars.
La sombra, el lado más oscuro de uno mismo, se asocia a menudo con el villano de numerosas películas y libros, pero puede ser interno como en El extraño caso del doctor Jekyll y el señor Hyde. El polimorfo es la persona que engaña al héroe o que cambia con frecuencia y que puede representarse literalmente, por ejemplo, por el robot T-1000 en Terminator 2. El trickster crea alteraciones del statu quo, tal vez de modo infantil, y nos ayuda a ver lo absurdo de las situaciones, proporcionando alivio cómico; por ejemplo, Yoda en El Imperio contraataca, Bugs Bunny o el hermano conejo. El niño, a menudo inocente; podría ser una persona infantil que necesita protección pero puede estar imbuido de poderes especiales (por ejemplo, E.T.). El mal padre, a menudo visto como un tipo de dictador, o malvado y cruel (por ejemplo, Darth Vader en Star Wars). La mala madre (por ejemplo, Mommie Dearest), junto con las madrastas malvadas y las brujas perversas. El niño malo, por ejemplo, La mala semilla, La profecía.
Los arquetipos junguianos están muy integrados en las tramas y personalidades de los personajes de la serie de juegos Persona. En Persona 1, Persona 2: Innocent Sin y Persona 2: Eternal Punishment, el personaje de Filemón es una referencia al guía espiritual sabio del Libro rojo de Jung, y se revela que las personas se forman a partir de arquetipos de lo inconsciente colectivo. En Persona 3 y Persona 4, los personajes con los que se forman las relaciones (en el juego "Social Links") están basados cada uno en un arquetipo particular. Son formalmente diferenciados por diversos arcanos del tarot, sin embargo la base primaria de la caracterización del juego se origina en arquetipos.
En marketing, un arquetipo es un género para una marca, basado en el simbolismo. La idea detrás del uso de arquetipos de marca en el marketing es anclar la marca sobre un icono ya integrado en la consciencia y el subconsciente de la humanidad. En la mente tanto del propietario de la marca como del público, la alineación con un arquetipo de marca hace que la marca sea más fácil de identificar. Se han propuesto doce arquetipos para su uso con la marca: sabio, inocente, explorador, gobernante, creador, cuidador, mago, héroe, proscrito, amante, bufón y persona normal.

## Crítica
Los críticos más acérrimos de Jung lo han acusado de esencialismo místico o metafísico. Dado que los arquetipos se definen de manera tan vaga y que las imágenes arquetípicas han sido observadas por muchos junguianos en una amplia y esencialmente infinita variedad de fenómenos cotidianos, no son generalizables ni específicos de una manera que pueda ser investigada o delimitada con cualquier tipo de rigor. Por lo tanto, eluden el estudio sistemático. Jung y sus partidarios defendieron la imposibilidad de proporcionar definiciones operativas rigurosas como un problema peculiar no solo para la psicología arquetipal, sino también para otros dominios de conocimiento que buscan comprender sistemas complejos de una manera integrada.
Las críticas feministas se han centrado en aspectos de la teoría arquetipal que se consideran reduccionistas y proporcionan una visión estereotipada de la feminidad y la masculinidad.
Otra crítica de los arquetipos es que ver los mitos como universales tiende a abstraerlos de la historia de su creación real y de su contexto cultural. Algunos críticos modernos afirman que los arquetipos reducen las expresiones culturales a conceptos descontextualizados genéricos, despojados de su contexto cultural único, reduciendo una realidad compleja en algo "simple y fácil de entender". Otros críticos responden que los arquetipos no hacen más que solidificar los prejuicios culturales del intérprete de mitos, es decir, los occidentales modernos. La investigación moderna, con su énfasis en el poder y la política, ha visto los arquetipos como un dispositivo colonial para nivelar las especificidades de las culturas individuales y sus historias al servicio de la gran abstracción.
Otros lo han acusado de una promoción romántica y perjudicial del "primitivismo" a través de la teoría arquetipal. La teoría arquetipal se ha postulado como científicamente infalsable e incluso cuestionada como un dominio adecuado de la investigación psicológica y científica. Jung menciona la demarcación entre el estudio psicológico experimental y el descriptivo, viendo la psicología arquetipal arraigada por necesidad en este último campo, fundamentada como estaba (hasta cierto punto) en el trabajo de casos clínicos.
Debido a que el punto de vista de Jung era esencialmente subjetivista, mostró una perspectiva algo neokantiana de escepticismo por conocer las cosas en sí mismas y una preferencia de la experiencia interna sobre los datos empíricos. Este escepticismo trajo consigo el coste de contrarrestar el materialismo con otro tipo de reduccionismo, uno que reduce todo a la explicación psicológica subjetiva y a las afirmaciones cuasimísticas confusas.
La crítica postjungiana busca contextualizar, expandir y modificar el discurso original de Jung sobre los arquetipos. Michael Fordham critica las tendencias a relacionar solamente las imágenes producidas por los pacientes con paralelismos históricos, por ejemplo, de la alquimia, de la mitología o del folklore. Un paciente que produce material arquetípico con llamativos paralelismos alquímicos corre el riesgo de divorciarse más que antes de su entorno en la vida contemporánea.